# Charlie angyalai (film, 2019)
A Charlie angyalai 2019-ben bemutatott amerikai akcióvígjáték, Elizabeth Banks rendezésében, aki a forgatókönyv megírásáért is felelős. Alapul az 1976-ben kezdődött Charlie angyalai sorozat szolgál, elődjei pedig a Charlie angyalai (2000) és a Charlie angyalai: Teljes gázzal (2003) filmek.
Főszerepben Kristen Stewart, Naomi Scott és Ella Balinska mint a címszereplő lánytrió.
2019. november 15-én jelent meg a Sony Pictures forgalmazásában az amerikai mozikban, míg Magyarországon később, november 28-án.
A film főcímdala, Don't Call Me Angel címmel szeptember 13-án jelent meg hivatalosan, mely Miley Cyrus, Lana Del Rey és Ariana Grande kollaborációja.

## Ismertető
Charlie Townsend nyomozóirodájának tevékenysége már szinte az egész világra kiterjedt. Egy igen fontos külföldi akció végrehajtásával a vadító szépségű, bármilyen kockázatot vállaló női triót bízzák meg, akik erejük és fondorlatos észjárásuk mellett női vonzerejüket is bevetik.

## Szereplők
| Színész             | Magyar hang        | Szerep                 |
| ------------------- | ------------------ | ---------------------- |
| Kristen Stewart     | Csuha Bori         | Sabina Wilson          |
| Naomi Scott         | Törőcsik Franciska | Elena Houghlin         |
| Ella Balinska       | Gubik Petra        | Jane Kano              |
| Jonathan Tucker     |                    | Hodak                  |
| Sam Claflin         | Szatory Dávid      | Alexander Brock        |
| Noah Centineo       | Jéger Zsombor      | Langston               |
| Elizabeth Banks     | Peller Anna        | Susan Bosley           |
| Djimon Hounsou      | Debreczeny Csaba   | Edgar Bosley           |
| Patrick Stewart     | Ujréti László      | John Bosley            |
| Luis Gerardo Méndez |                    | A Szent                |
| Magdalena Tan       |                    | Ashley Remoquillo      |
| Chris Pang          |                    | Jonny Smith            |
| Nat Faxon           | Lux Ádám           | Peter Fleming          |
| Jaclyn Smith        |                    | Kelly Garrett          |
| Lili Reinhart       |                    | Leendő angyalok        |
| Hailee Steinfeld    |                    | Leendő angyalok        |
| Chloe Kim           |                    | Leendő angyalok        |
| Aly Raisman         |                    | Leendő angyalok        |
| Huda Kattan         |                    | Leendő angyalok        |
| Laverne Cox         |                    | Bombakezelő-instruktor |
| Ronda Rousey        |                    | Harcoktató             |
| Marie-Lou Sellem    | Menszátor Magdolna | Fatima                 |